# Piet Romeijn
Pieter Dirk Gerrit „Piet“ Romeijn  (* 10. September 1939 in Schiedam) ist ein ehemaliger niederländischer Fußballspieler.

## Spielerkarriere
Romeijn begann in seiner Heimatstadt Schiedam bei der dortigen Voetbal Vereniging mit dem Fußballspielen. 1962 wechselte er zu Feyenoord Rotterdam. Für diesen Klub bestritt er 201 Ligaspiele, in denen er drei Tore erzielte. Mit Feyenoord gewann er dreimal die Landesmeisterschaft und zweimal den KNVB-Pokal. Seine größten Erfolge waren der Gewinn des Europapokals der Landesmeister und des Weltpokals.
1971 kehrte er zu seinem Stammverein SVV zurück, wo er ein Jahr später seine Spielerkarriere beendete.
In den Jahren 1967 und 1968 absolvierte Romeijn vier Länderspiele für die niederländische Nationalmannschaft, in denen er ein Tor erzielte.

## Erfolge
- Niederländischer Meister: 1963/64, 1968/69 und 1970/71
- Niederländischer Pokalsieger: 1964/65 und 1968/69
- Europapokal der Landesmeister: 1969/70
- Weltpokal: 1970